# Bill Bruford
William Scott Bruford (* 17. května 1949 Sevenoaks, Kent), více znám jako Bill Bruford, je anglický bubeník. Byl původním bubeníkem velmi úspěšné progressive rockové skupiny Yes a byl důležitou osobností v progressive rockovém hnutí. Bruford vystupoval s řadou populárních skupin od začátku 70. let a vystupoval jako bubeník na turné skupiny Genesis. Od roku 1972 do roku 1997 byl Bruford bubeníkem v progressive rockové skupině King Crimson. Bruford se potom odklonil od progressive rockové hudby a soustředil se na jazz, když několik let vedl svou vlastní jazzovou skupinu Earthworks. Veřejně vystupovat přestal v roce 2009, ale provozuje vlastní dvě nahrávací značky a hudbu komentuje. Jeho autobiografie, Bill Bruford: The Autobiography, byla vydána začátkem roku 2009.
Na bicí začal hrát když mu bylo třináct a byl ovlivněn jazzovým stylem hry na bicí, což ukázal na prvních albech skupiny Yes a tento styl měl vliv na jeho hru po celou jeho kariéru. Byl úspěšný na přelomu 60. a 70. let, kdy byl členem skupiny Yes a hrál na jejich prvních albech Yes, Time and a Word, The Yes Album, Fragile a Close to the Edge. Opustil Yes na vrcholu jejich slávy v roce 1972, nakrátko se vrátil na nahrávání alba Union, které bylo vydáno v roce 1991.

## Diskografie

### Yes
- Yes (1969)
- Time and a Word (1970)
- The Yes Album (1971)
- Fragile (1972)
- Close to the Edge (1972)
- Yessongs (1973, live)
- Union (1991)

### King Crimson
- Larks' Tongues in Aspic (1973)
- Starless and Bible Black (1974)
- Red (1974)
- USA (1975, nahráno živě 1974)
- Discipline (1981)
- Beat (1982)
- Three of a Perfect Pair (1984)
- The Great Deceiver (1992, nahráno živě 1973–1974)
- VROOOM (1994)
- THRAK (1995)
- B'Boom: Live in Argentina (1995, nahráno živě 1994)
- THRaKaTTaK (1996, nahráno živě 1995)
- The Night Watch (1997, nahráno živě 1973)
- Absent Lovers: Live in Montreal (1998, nahráno živě 1984)
- Live at the Jazz Café (1998, nahráno živě 1997 jako součást ProjeKct One)
- VROOOM VROOOM (2001, nahráno živě 1995–1996)

### Steve Howe
- Beginnings (1975)
- The Steve Howe Album (1979)
- Turbulence (1991)

### Chris Squire
- Fish Out of Water (1975)

### Absolute Elsewhere
- In Search Of Ancient Gods (1976)

### Pavlov`s Dog
- At the Sound of the Bell (1976)

### UK
- U.K. (1978)

### Bruford
- Feels Good to Me (1978)
- One of a Kind (1979)
- Bruford - Rock Goes To College (1979 - released 2006)
- Gradually Going Tornado (1980)
- The Bruford Tapes (1980, live recording)
- Master Strokes: 1978-1985 (1986, compilation)

### Genesis
- Seconds Out (1977, live)
- Three Sides Live (1982, live) (International edition only, until 1994 when the album was remastered with the US version being deleted.)
- Genesis Archive 2: 1976-1992 (2000, live)

### Duo s Patrickem Morazem
- Music for Piano and Drums (1983)
- Flags (1985)

### Anderson Bruford Wakeman Howe
- Anderson Bruford Wakeman Howe (1989)
- An Evening of Yes Music Plus (1993)

### Orchestrální projekt se Steve Howem
- Symphonic Music of Yes (1993)

### Earthworks
- Earthworks (1987)
- Dig? (1989)
- All Heaven Broke Loose (1991)
- Stamping Ground: Bill Bruford's Earthworks Live (1994, live)
- Heavenly Bodies (1997, compilation)
- A Part & Yet Apart (1999)
- The Sound of Surprise (2001)
- Footloose and Fancy Free (2002, live)
- Random Acts of Happiness (2004, live)

### Annette Peacock
- X Dreams (1978)
- Been In The Streets Too Long (1983)

### With The New Percussion Group of Amsterdam
- Go Between (1987)

### Bruford s Ralphem Townerem a Eddie Gomezem
- If Summer Had Its Ghosts (1997)

### Bruford Levin Upper Extremities
- Bruford Levin Upper Extremities (1998)
- B.L.U.E. Nights (2000, live)

### Gordian Knot
- Emergent (2003)

### S Timem Garlandem
- Random Acts of Happiness (2004)
- Earthworks Underground Orchestra (2006)

### S Michielem Borstlapem
- Every Step a Word, Every Word a Song (2004)
- In Two Minds (2007)

### S Davidem Tornem
- Cloud About Mercury (1986)

### S Kazumi Watanabe
- The Spice Of Life (1987)
- The Spice Of Life Too (1988)